# Camperduin
Camperduin is een plaats gelegen in de gemeente Bergen in de Nederlandse provincie Noord-Holland. In het verleden lag iets verder de buurtschap Camp of Kamp. Dit is verdwenen in de golven.
Camperduin ligt aan het strand, precies op de scheiding van de Hondsbossche Zeewering en de duinen. Camperduin is een binnendijks gebied. Eerder diende de slaperdijk – die Camperduin van Groet scheidt – als reservedijk.

## Geschiedenis

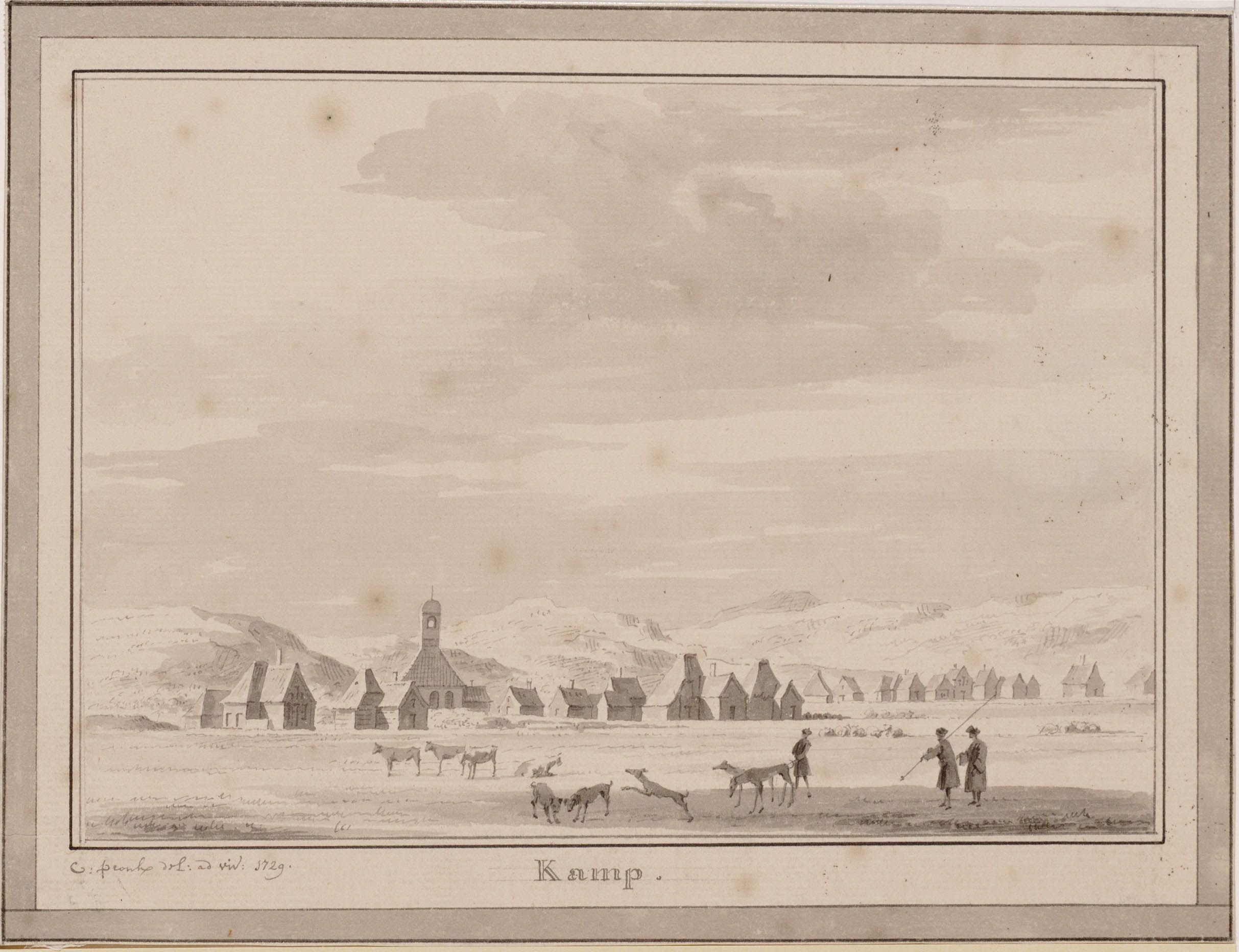
Het gehucht Kamp in 1729

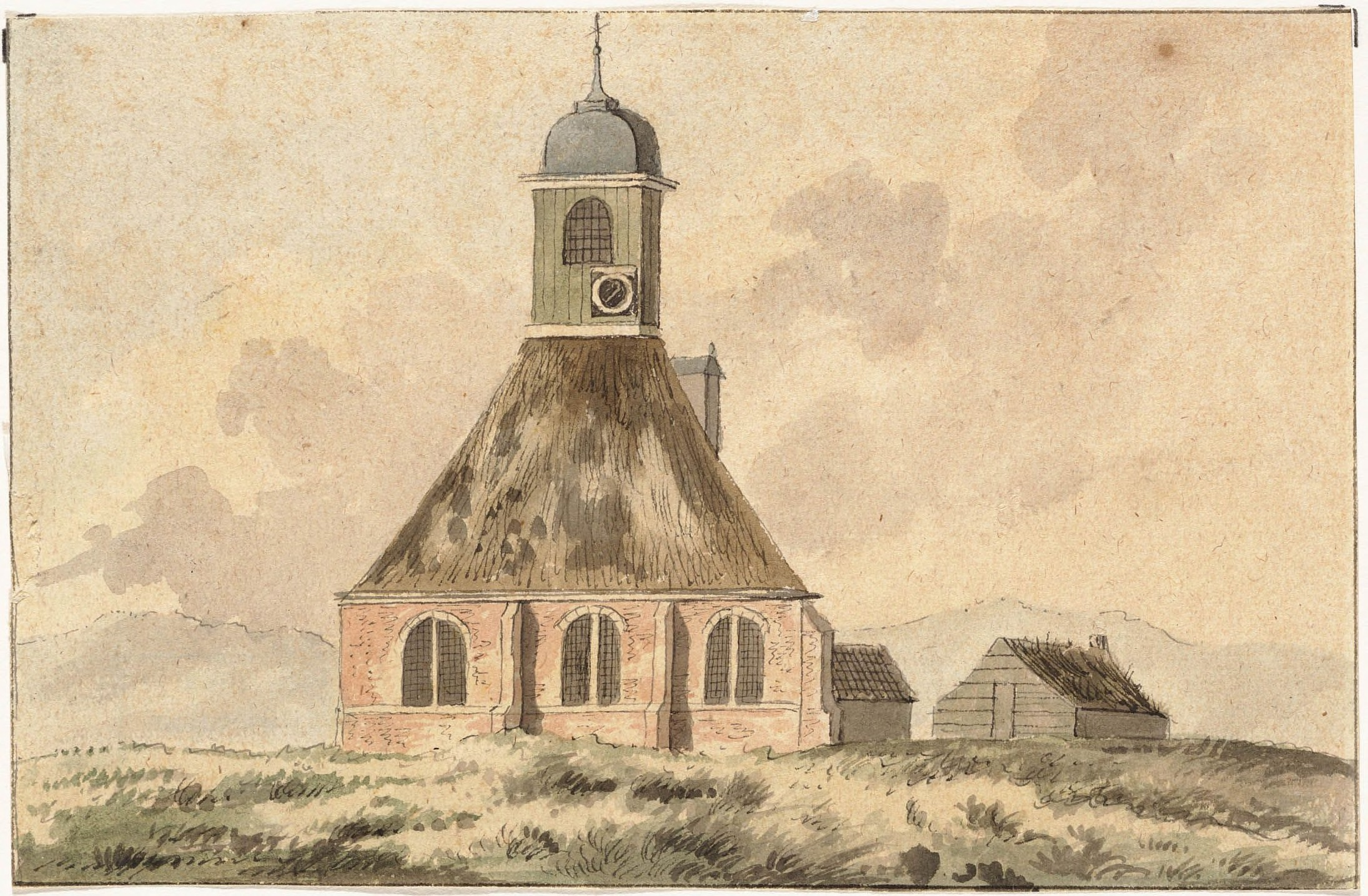
De voormalige kerk te Kamp

De plaats komt in de 10e eeuw al voor als Campthorpa. Latere benamingen zijn Camp (1639) en Camper Duyn (1745). De eerste plaatsnaam zou duiden op een dochternederzetting ('thorpa'). Gedacht wordt aan een tweede nederzetting van het klooster van Egmond, de Sint-Adelbertabdij. Daarom wordt ook gedacht dat 'camp' afgeleid zou zijn van het Latijnse woord campus, dat 'veld' betekent. De plaatsnaam zou dan dus betekenen: dochternederzetting bij een veld. Later werd het een zelfstandig dorp.
Bij de St. Elisabethsvloed van 1421 werden de duinen tussen Camperduin en Petten weggeslagen. Na de storm werd er tussen de twee plaatsen een dijk aangelegd, de Hondsbossche Zeewering. Om de veiligheid te kunnen garanderen werd in de jaren 2013-2015 het duinlandschap hersteld, de Hondsbossche Duinen.
In 1689 werd de kerk - in de vorm van een Westfriese stolp met een toren - herbouwd als vervanger van een eerder, traditioneel, kerkgebouw. Deze kerk werd in juli 1807 voor afbraak openbaar verkocht. Bij de kerk was ook een kerkhof aanwezig. Tot in de eerste decennia van de twintigste eeuw werden op het strand aangespoelde lijken op dat oude kerkhof begraven.
Op 11 oktober 1797 vond 18 mijl voor de kust de Zeeslag bij Camperduin plaats tussen de Britse en de Bataafse vloot. De Britten kwamen als overwinnaars uit de strijd.

## Bezienswaardigheden
Vlak langs de dijk ligt het vogelreservaat De Putten. Dit gebied, met een oppervlakte van 20 hectare, is een geliefde broed- en overnachtingsplaats voor verschillende vogelsoorten. Om die reden is het gebied dan ook niet vrij toegankelijk. In het domein liggen ondiepe vijvertjes, die zijn ontstaan door het afgraven van grond ten behoeve van herstellingen aan de Hondsbossche Zeewering.
Aan de Mosterdweg in de Harger- en Pettemerpolder nabij Camperduin en Hargen staat de Hargermolen, een poldermolen uit 1804 die de Harger- en Pettemerpolder bemaalt.
Bij de strandopgang van Camperduin bevindt zich het restaurant Struin, voorheen Paviljoen Minkema. Iets daarvoor is het Strandhotel Camperduin gelegen. In Camperduin begint ook de toegangsweg naar Hargen aan Zee.

## Varia
Er zijn twee plaatsjes in Australië die Camperdown heten:
- een buitenwijk van Sydney waar William Bligh, officier in de Engelse zeemacht en bekend van de muiterij op de Bounty, als gouverneur van de strafkolonie New South Wales een grondgebied van 240 acres (1 km²) kreeg en het naar de Zeeslag bij Kamperduin, waar hij een belangrijke rol in speelde, vernoemde;
- en een plaatsje in het zuidwesten van de staat Victoria, dat vernoemd werd naar de "Earl of Camperdown", de zoon van de Britse admiraal die als beloning voor de gewonnen zeeslag de adellijke titel kreeg.

Dorpen en gehuchten: Aagtdorp · Bergen · Bergen aan Zee · Bregtdorp · Catrijp · Camperduin · Egmond aan den Hoef · Egmond aan Zee · Egmond-Binnen · Groet · Hargen · Rinnegom · Schoorl · Schoorldam (deels) · Wimmenum

Buurtschappen: Duyncroft · Egmondermeer · Het Woud · Westdorp · Zanegeest

Badplaatsen (zonder woonkern): Hargen aan Zee · Schoorl aan Zee

Voormalige buurtschappen: Oostdorp · Oudburg

Voormalige gemeenten: Bergen · Egmond · Schoorl

Noord-Holland: Steden en dorpen      Nederland: Provincies · Gemeenten